# Asamblea Legislativa de Macao
La Asamblea Legislativa de la Región Administrativa Especial de Macao  ( portugués Assembleia Legislativa da Região Administrativa Especial de Macau da República Popular da China,  tradicional chino: 中华人民共和国 澳门 特别 行政区 立法 会;  simplificado china: 中华人民共和国 澳门 特别 行政区 立法 会) es el órgano del Poder Legislativo de Macao. Es un cuerpo de 33 miembros compuesto por 14 miembros elegidos directamente, 12 miembros elegidos de forma indirecta que representan a distritos electorales Funcionales y 7 miembros nombrados por el jefe ejecutivo. La actual presidenta es Kou Hoi In.

La Asamblea es responsable de hacer las leyes y tiene la facultad de modificar el método de elección del Jefe Ejecutivo, así como sus propias formas de composición y elección de sus miembros. Estas modificaciones exigen un derecho fundamental la aprobación de una mayoría de dos tercios de todos los miembros del Consejo y con el consentimiento del Jefe del Ejecutivo y el Comité Permanente de la Asamblea Popular Nacional de China ser informado de estos cambios para efectos de la ratificación (en el caso de la elección del Jefe del Ejecutivo) o al registro (en el caso de los cambios en la Asamblea). Las sesiones serán públicas, salvo en casos especiales. El portugués y los chinos, más precisamente Cantonés son los lenguajes funcionales de la Asamblea Legislativa.

## Funciones
De acuerdo con el artículo 71 de la Ley Básica de Macao, la Legislatura tiene las siguientes funciones:
1. Para aprobar, modificar, suspender o derogar las leyes de acuerdo con esta Ley y de conformidad con los procedimientos legales;
2. Examinar y aprobar el proyecto de presupuesto presentado por el Gobierno, así como examinar el informe sobre la ejecución del presupuesto presentado por el Gobierno;
3. Definir, con base en la propuesta presentada por el Gobierno, los elementos esenciales del sistema fiscal, y autorizar al gobierno a contraer deudas;
4. Escuchar y discutir el informe sobre las líneas de acción del gobierno del Jefe Ejecutivo;
5. Discutir asuntos de interés público;
6. Recibir y tramitar las denuncias de los residentes de Macao;
7. Poder, mediante resolución, ordenar al Presidente de la Corte de Apelación para formar una comisión de investigación independiente para llevar a cabo las investigaciones, si se propone en forma conjunta por un tercio de los diputados una moción, acusando al Ejecutivo de una grave violación de la ley o abandono de sus deberes, y si él no renuncia. Si la Comisión considera que no hay suficiente evidencia para apoyar tales acusaciones, el Consejo podrá adoptar una moción de censura por mayoría de dos tercios de los miembros e informar de ello al Gobierno Popular Central de la decisión;
8. Convocar e interrogar a personas interesadas en prestar testimonio o declarar, en su caso, en el ejercicio de las facultades y funciones antes mencionadas.

## Métodos de elección
De acuerdo con la Ley Básica de Macao, el número de legisladores electos de manera directa ha aumentado de 10 a 12 en 2005, elevando el número a la de los legisladores a 29. Después de 2009, la selección del Jefe del Ejecutivo puede ser cambiado por ⅔ la aprobación de la Asamblea Legislativa y la aprobación por el Comité Permanente del Congreso Popular Nacional.
Para cambiar el método para la formación de la Asamblea Legislativa requiere un ⅔ la aprobación de la asamblea, el acuerdo por el Jefe Ejecutivo, y la notificación a la Comisión Permanente del Congreso Popular Nacional. Las organizaciones cívicas en Macao no están bien desarrolladas. La capacidad de los residentes de Macao a cambiar su gobierno es significativamente restrictivo, pero las consultas públicas están en un buen momento.

## Crítica a la Asamblea Legislativa
Un número creciente de personas que critican a la Legislatura por no ser capaz de luchar por los intereses comunes de los ciudadanos de Macao, de gran parte de sus miembros tienen estrechos vínculos con el Gobierno en el caso de los miembros designados, o el sector empresarial. También critican que este órgano legislativo no es plenamente democrático, porque hay un número considerable de miembros nombrados por el Jefe Ejecutivo o elegidos por las asociaciones de la comunidad y las empresas (solo estas instituciones representan, de acuerdo a los estudios académicos, el 8% de la población).
A pesar de su estatuto, la Asamblea es criticada por ser poco poderosa e influyente. Muchos piensan que debería ser más activa y hacer declaraciones sobre el cuestionamiento del Gobierno y el Jefe Ejecutivo. El funcionamiento de la Asamblea es un buen reflejo de la sociedad de Macao que es tradicional, poco participativa y poco reivindica. En Macao, hay mucha presión para democratizar el sistema político de la RAE.

## Composición
| Composición de la Asamblea:                              |                                           |         |
| Partidos                                                 | Partidos                                  | Escaños |
|                                                          | Asociación por un Nuevo Macao Democrático | 3       |
|                                                          | Unión por el Desarrollo                   | 2       |
|                                                          | Asociación de Ciudadanos Unida de Macao   | 2       |
|                                                          | Nueva Unión para el Desarrollo del Macao  | 1       |
|                                                          | Unión para Promover Progreso              | 1       |
|                                                          | Nueva Esperanza (Macao)                   | 1       |
|                                                          | Unión Macao-Guangdong                     | 1       |
|                                                          | Alianza para Cambio                       | 1       |
| Distritos electorales funcionales y miembros designados: |                                           |         |
| Partidos                                                 | Partidos                                  | Escaños |
|                                                          | UICM                                      | 4       |
|                                                          | CCUAE                                     | 2       |
|                                                          | UIPM                                      | 2       |
|                                                          | UACDE                                     | 2       |
|                                                          | Miembros Nombrados por el Jefe Ejecutivo  | 7       |